# Maria Vertsjenova
Maria Vertsjenova (Russisch: Мария Витальевна Верченова) (Moskou, 27 maart 1986). Vertsjenova is de eerste Russische golfster die op de Ladies European Tour speelt.
Maria Vertsjenova wilde danseres worden. Van 1992-2002 ging zij naar Inspiration, een balletschool in Moskou. Toen zij in 1998 in Tsjechië een vakantie doorbracht en daar de golfsport ontdekte, veranderde haar toekomstdroom. In Moskou was in 1987 de eerste golfbaan aangelegd door Sven Tumba, maar die was voor gewone mensen niet erg toegankelijk, en verder waren er nog geen golfbanen. Haar vader Vitaly heeft haar veel steun gegeven.

## Amateur
Vertsjenova heeft een succesvolle amateurscarrière gehad en won vijf internationale amateurskampioenschappen. Ook eindigde zij in 2006 op de 2de plaats bij het World University Championship in Turijn.

### Gewonnen
- 2004: Russian Amateur Championship
- 2005: Latvian Amateur Championship, Slovenian Amateur Championship
- 2006: Austrian Amateur Championship, Russian Amateur Championship

## Professional
In december 2006 werd Vertsjenova professional en sinds 2007 speelt zij op de Ladies Tour. Aan het einde van haar eerste seizoen moest zij weer naar de Tourschool, waar zij op de 53ste plaats eindigde.

In 2008 had ze meer succes. Ze werd 5de bij het Tenerife Open en 11de bij het Zwitsers Open. In Dubai scoorde ze op de Emirates Golf Club een ronde van 66. Op de Order of Merit eindigde ze op de 55ste plaats zodat ze voor 2009 een volle spelerskaart had.

In 2009 ging het weer minder goed. Ze speelde 15 toernooien maar werd 91ste op de Order of Merit. Ze speelde de European Nations Cup samen met Anastasia Kostina.
In 2010 en 2011 speelde zij het Dutch Ladies Open, maar zonder succes.

### Gewonnen
Nationaal
- 2011: PGA Kampioenschap